# Donnellson (Iowa)
Donnellson es una ciudad situada en el condado de Lee, en el estado de Iowa, Estados Unidos. Según el censo de 2010 tenía una población de 912 habitantes.

## Geografía
Según la Oficina del Censo de los Estados Unidos, la localidad tiene un área total de 3,27 km², la totalidad de los cuales 3,27 km² corresponden a tierra firme.

## Demografía
Según el censo de 2010, había 912 personas residiendo en la localidad. La densidad de población era de 278,9 hab./km². Había 415 viviendas con una densidad media de 126,91 viviendas/km². El 99,01% de los habitantes eran blancos, el 0,11% afroamericanos, el 0,11% amerindios, el 0,22% asiáticos y el 0,55% pertenecía a dos o más razas. El 0,44% de la población eran hispanos o latinos de cualquier raza.